# Aru tabibito no nikki
Aru tabibito no nikki (或る旅人の日記? lett. "Diario di un certo viaggiatore"), conosciuto anche col titolo inglese di The Diary of Tortov Roddle, è un ONA di genere fantasy di Kunio Katō prodotto dallo studio Robot. Uscito in sei episodi nel 2003, tre anni dopo ne sono usciti gli special, come corti d'animazione slegati alla trama principale.

## Trama
Tortov Roddle (トートフ ロドル?, Tōtofu Rodoru) viaggia incessantemente da un paese all'altro in groppa alla sua cavalcatura, un maiale gigante dalle zampe sottilissime. Lungo il suo peregrinare si imbatte in fenomenali creature ed avvenimenti impossibili, sperimentando emozioni ben diverse da quelle del mero osservatore: dall'amore alla letizia dovuta alle bacche allucinogene ingoiate alla meraviglia di trovarsi di fronte rane millenarie con città altrettanto antiche sul dorso. La ricca gamma di esperienze viene poi fedelmente riportata da Tortov sul suo diario.

## Episodi[1]
| Nº                                         | Giapponese 「Kanji」 - Rōmaji         |
| Aru Tabibito no Nikki (6 episodi)          |                                       |
| 1                                          | 「The City of Light」                 |
| 2                                          | 「Midnight Cafe」                     |
| 3                                          | 「The Little Town's Movie Gathering」 |
| 4                                          | 「Moonlight Travellers」              |
| 5                                          | 「The Melancholy Rain」               |
| 6                                          | 「The Flower and the Lady」           |
| Aru Tabibito no Nikki Specials (3 episodi) |                                       |
| 7                                          | 「The Red Berry」                     |
| 8                                          | 「The Apple Incident」                |
| 9                                          | 「Fantasy」                           |